# Neoperla clara
Neoperla clara is een steenvlieg uit de familie borstelsteenvliegen (Perlidae). De wetenschappelijke naam van de soort is voor het eerst geldig gepubliceerd in 2008 door Stark & Sivec.